# Alexander Dietz (Historiker)
Alexander Wilhelm Dietz (* 30. Juli 1864 in Frankfurt am Main; † 14. Januar 1934 in Bad Homburg v. d. H.) war ein Rechtsanwalt und Notar sowie Wirtschafts- und Sozialhistoriker.

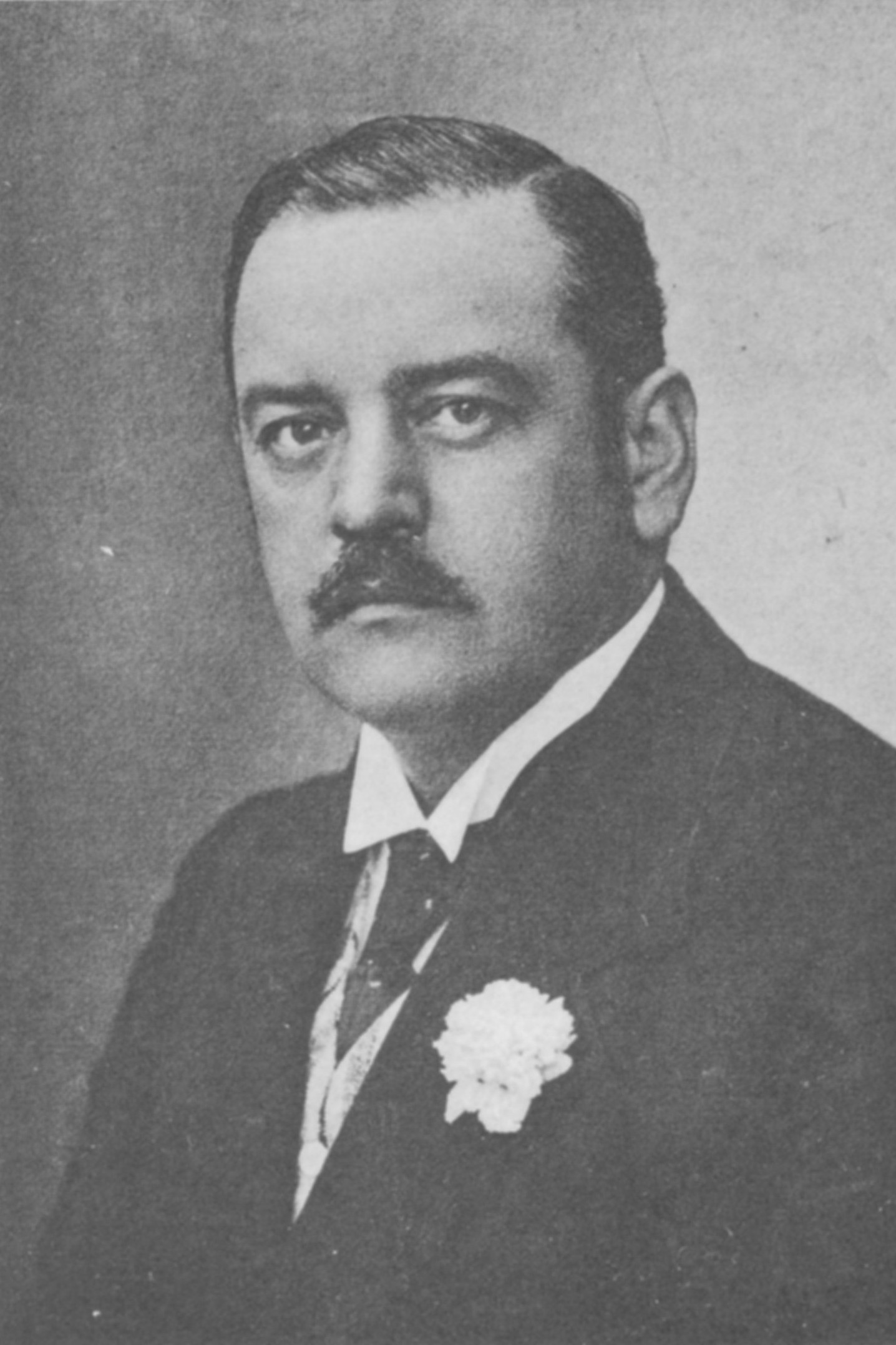
Alexander Dietz, um 1920

Dietz erwarb sich besondere Verdienste durch das in seiner Art einmalige Stammbuch der Frankfurter Juden (1907), ebenso durch die fünfbändige Frankfurter Handelsgeschichte (1910–1925).

## Leben und Werk

Deckblatt des Stammbuches der Frankfurter Juden von 1907

Alexander Dietz war Nachfahre einer seit Mitte des 17. Jahrhunderts in Frankfurt ansässigen Handels- und Juristenfamilie, die zuvor in Worms, Odenheim, Darmstadt und Marburg ansässig war.
Sein Vater Friedrich Wilhelm Dietz (1833–1897) übte die Berufe eines Violinisten und Komponisten aus und brach damit mit den tradierten Berufen seiner Vorfahren. Zusammen mit einer ebenfalls künstlerisch veranlagten Mutter Emma Suppius (1841–1928) förderte dieses Elternhaus den jungen Alexander so sehr, dass er bereits mit 15 Jahren das Violinkonzert von Mendelssohn auswendig spielen konnte.
Dennoch widmete sich Alexander Dietz auf Wunsch der Eltern einem juristischen Studium in Marburg, Berlin und Leipzig. Im Jahre 1886 promovierte er in Göttingen zum Dr. jur. und ließ sich 1892 als Rechtsanwalt in Frankfurt nieder.
Da ihn sein Beruf nicht befriedigte, widmete er sich der Musik und der Geschichtswissenschaft. Als Kaufmannsenkel wandte er sich der Geschichte des Frankfurter Bürgertums zu. Neben mehrbändigen Hauptwerken schuf er zahlreiche Veröffentlichungen zur Frankfurter Familiengeschichte, vor allem auch über den Kreis um Goethe. Zudem arbeitete Dietz gelegentlich für verschiedene Frankfurter Zeitungen (Frankfurter Zeitung, Frankfurter Nachrichten).
Alexander Dietz war mit Emilie Lejeune verheiratet (Tochter des Großkaufmanns Julius Lejeune 1836–1905) und war der Vater eines Sohnes (Herrmann Dietz) und dreier Töchter. In seinem 65. Lebensjahr 1929 entschloss sich Dietz seinen Sohn in Amerika zu besuchen und verweilte dort zu einem längeren Aufenthalt. Ihm widmete er sein letztes Werk Alt-Sachsenhausen.

## Werke (Auswahl)
- Frankfurter Bürgerbuch. Geschichtliche Mittheilungen über 600 bekannte Frankfurter Familien aus der Zeit vor 1806. Frankfurt a. M. 1897. UB Frankfurt/M. ULB Düsseldorf
- Stammbaum der Frankfurter Juden. Geschichtliche Mitteilungen über die Frankfurter jüdischen Familien 1339–1849. Frankfurt a. M. 1907. HAAB Weimar ULB Düsseldorf (Erweiterungen in Bd. 32 (1920) und in den Frankf. Bll. f. Familiengesch., 1, S. 151 ff. (1908))
- Frankfurter Handelsgeschichte:
  - Band 1. Frankfurt a. M. 1910 (Nachdruck Glashütten i.T. 1970). ULB Darmstadt
  - Band 2. Frankfurt a. M. 1921 (Nachdruck Glashütten i.T. 1971). ULB Darmstadt
  - Band 3. Frankfurt a. M. 1921 (Nachdruck Glashütten i.T. 1972). ULB Darmstadt
  - Band 4 Teil 1. Frankfurt a. M. 1925 (Nachdruck Glashütten i.T. 1973). ULB Darmstadt
  - Band 4 Teil 2. Frankfurt a. M. 1925 (Nachdruck Glashütten i.T. 1974). ULB Darmstadt
- „Franz Wirth und der Frankfurter Friedensverein. Festschrift zur Feier seines 25jährigen Bestehens“ (1911).